# Пресен лук
Пресният лук (известни още като зелен лук, пролетен лук или салатен лук) е зеленчук от вида Allium (лукови). Пресните лукови зеленчуци имат по-мек вкус от зрелите им варианти.
Основна характеристика на пресния лук е липсата на напълно развита луковица. Характеризира се със зелени тръбовидни листа, които растат директно от луковицата. Тези листа се използват като зеленчук. Те се ядат сурови, пържени или варени. Листата често се нарязват и добавят към друго ястие.

## Употреба
Пресният лук може да се готви или да се използва суров като част от салати, салса или азиатски рецепти. Нарязаните на едро листа се използват в супи, ястия с морски дарове, сандвичи и др. В много сосове долният половин сантиметър от корена обикновено се отстранява преди употреба.

## Хранителна стойност
Вижте Allium fistulosum.

## Регионални и други имена
- Allium tricoccum
- Chives
- Leek
- Onion
- Shallot